# Puerto Rico op de Olympische Winterspelen 2018
Puerto Rico was een van de deelnemende landen aan de Olympische Winterspelen 2018 in Pyeongchang, Zuid-Korea.
Bij de zevende deelname van dit land aan de Winterspelen werd voor de derde keer deelgenomen in de olympische sportdiscipline alpinekiën. Charles Flaherty, ook de vlaggendrager bij de openingsceremonie, kwam uit op een onderdeel.

## Deelnemers en resultaten
(m) = mannen 

### Alpineskiën
| Olympiër         | Onderdeel        | Resultaat | Prestatie                                                            |
| ---------------- | ---------------- | --------- | -------------------------------------------------------------------- |
| Charles Flaherty | reuzenslalom (m) | 73e       | 1e run: 1.28,50 (83e) 2e run: 1.27,55 (73e) totaal: 2.56,05 (+38,01) |